# Akhvakhs
Os Akhvakhs (também chamados Akhwakh, Akhvakhtsy ou G'akhevalal, ахвахцы em Russo)) são um dos povos Avar Andi-Dido do Daguestão, tendo sua própria linguagem. Eles chamam a si próprios de Atluatii ou Ashvado. Antes de 1930 os etnólogos soviéticos os consideravam como um grupo étnico distinto, mas desde então vêm sendo considerados como parte dos Avares.
Os Akhvakhs vivem entre o rio Avar e o Andi. Eram 3.683 em 1923 e no início dos anos 90 eram avaliados em cerca de 8 mil, sendo quase todos muçulmanos. Vêm experimentando uma contínua assimilação pelos Avares, mas sempre mantendo a noção de sua etnia ancestral Akhvakh.